# Mysletín
Mysletín è un comune della Repubblica Ceca facente parte del distretto di Pelhřimov, nella regione di Vysočina.